# Joséphologie

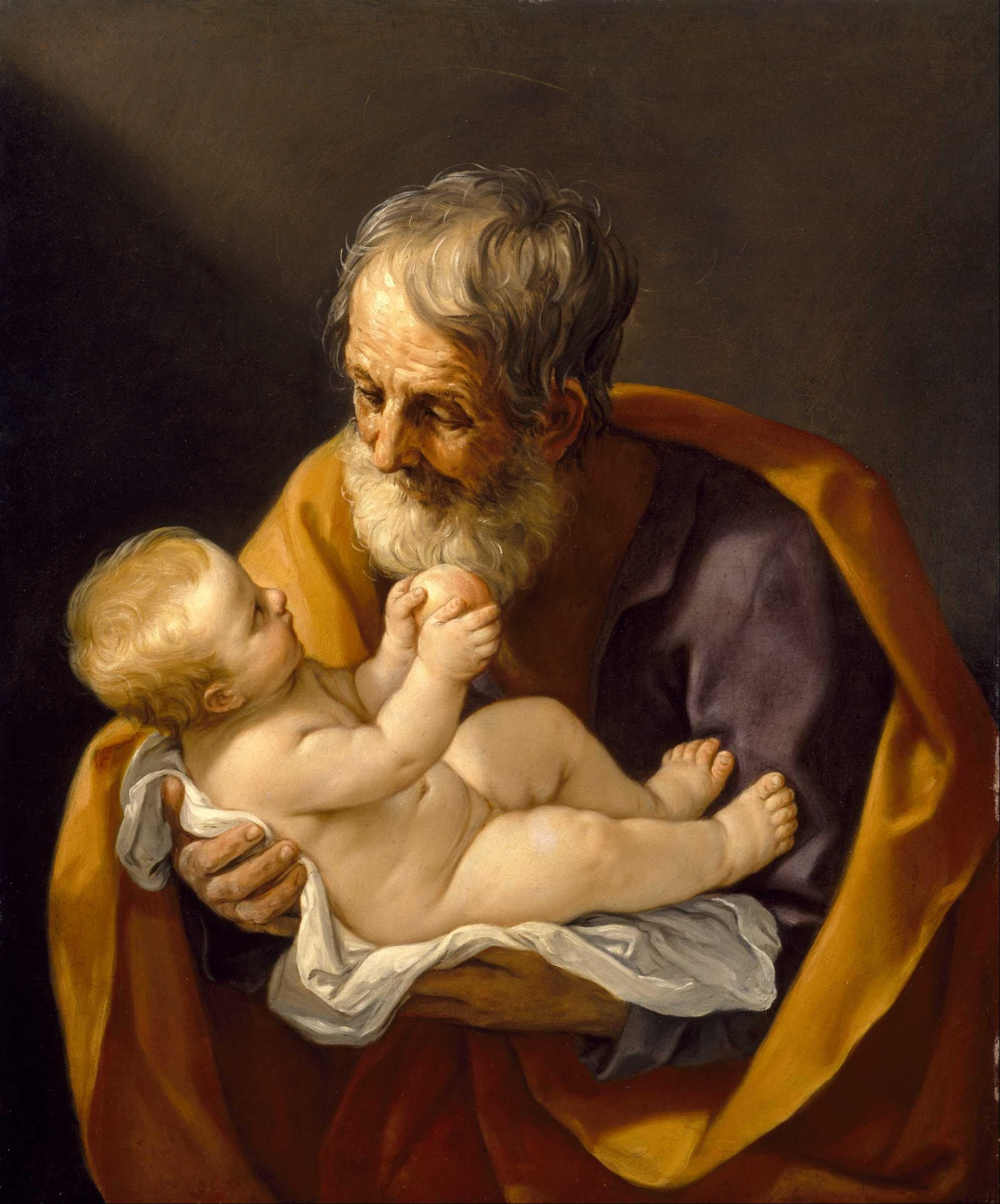
Saint Joseph et l'Enfant Jésus, peinture de Guido Reni, v. 1640

La joséphologie est l'étude théologique de saint Joseph, époux de la Vierge Marie dans le christianisme.
Les premières dévotions pour Joseph sont attestées autour de 800 et plusieurs docteurs de l'Église on écrit sur le sujet à partir de Thomas d'Aquin. Avec le développement de la mariologie, l'étude de Joseph a également connu un essor et des centres dédiés ont vu le jour dans les années 1950. L'étude moderne de la joséphologie est considérée comme l'une des disciplines théologiques les plus nouvelles